# René Le Pays
Pour les articles homonymes, voir Le Pays.
René Le Pays, sieur du Plessis-Villeneuve, est un poète français, né à Fougères (Bretagne) en 1636, mort à Paris le 30 avril 1690. Le Pays est un poète de l’école de Vincent Voiture, dont il exagéra encore les défauts.

## Biographie
Venu de bonne heure à Paris pour y chercher fortune, il entra dans l’administration des finances, fut chargé d’une mission à l’armée d’Espagne, visita ce pays, l’Angleterre, la Hollande, puis obtint le poste important de directeur des gabelles de Provence et du Dauphiné. Depuis lors, il résida presque continuellement à Grenoble ou à Valence ; aussi son nom figure-t-il avec honneur dans les biographies des hommes célèbres de ces deux provinces.
Le Pays était un homme aimable, d’un esprit fin et humoristique, d’un caractère enjoué. Il avait la plaisanterie facile, ce qui lui valut d’être fort recherché. Une page, de ce style affecté qui était sa manière, nous apprend ce qui le fit entrer dans les finances. 
« L’ambition, dit-il, est une fièvre dont je ne ressens plus guère les accès... Dans ma jeunesse, j’ai fait comme les autres, j’ai cherché la fortune avec un esprit inquiet, j’ai examiné les lieux par où elle passait le plus souvent, et j’ai tâché de me trouver sur son passage. Allant au-devant d’elle, j’ai cru que, comme elle est aveugle, elle me pousserait même sans y prendre garde ; mais je m’imagine qu’elle a des yeux pour moi, puisqu’elle a su si bien éviter toutes mes approches. J’ai fait ce que j’ai pu pour lui faire ma cour. Remarquant dans le monde qu’elle maltraitait les gens de lettres et qu’elle caressait les hommes d’affaires, pour lui plaire j’ai forcé mon inclination. J’ai donné toute mon occupation aux finances et n’ai donné que mon divertissement aux Muses. Cependant mes soins et mes peines ont été inutiles ; jusqu’ici, je n’ai pu la trouver favorable. » 
La fortune ne fut cependant pas bien cruelle à son égard ; il eut toute sa vie une modeste aisance approchant de la richesse, et ce qui le porta sans doute à se plaindre, ce fut d’avoir été déçu dans son ambition, qui rêvait une ferme générale ou peut-être la surintendance des finances. Sur ses vieux jours, il éprouva un mécompte encore plus sensible ; son associé fit une soustraction dans la caisse des gabelles, et Le Pays fut contraint par Louis XIV de verser une grosse somme à titre de restitution ; en vain il adressa au monarque une supplique en vers, de son style le plus maniéré ; Louis XIV fut inflexible : les vers de Le Pays n’étaient pas de ceux qu’on paye si cher.
Boileau a fait passer à la postérité le nom de cet écrivain, bien oublié aujourd’hui ; il fait parler littérature à un campagnard dans la satire du Dîner ridicule, et le lourdaud déclare ingénument préférer Le Pays à Voiture :
Le Pays sans mentir est un bouffon plaisant,

Mais je ne trouve rien de beau dans ce Voiture.
Le satirique ajoute en note : « Le Pays, écrivain estimé chez les provinciaux à cause d’un livre qu’il a fait, intitulé Amitiés, amours et amourettes. » Ce petit volume avait été récemment publié (Grenoble, 1664, in-12) ; c’est un recueil de Lettres, en vers et en prose, adressées à des amoureuses fictives, des Iris en l’air, comme on disait dans ce temps-là ; La recherche du bel esprit y est poussée à l’extrême et fatigue singulièrement le lecteur ; on trouve pourtant çà et là quelques traits heureux, quelques vers bien tournés. Les dames goûtèrent infiniment cette production, et plusieurs d’entre elles allèrent s’enquérir auprès du libraire sur la figure qu’avait l’auteur. La duchesse de Nemours fut du nombre de ces curieuses. Le Pays, l’ayant su, lui adressa son Portrait (prose et vers). Cette pièce, malgré quelques longueurs, est sans contredit une des plus gaies et des plus ingénieuses qu’il ait faites.
Il reçut sans broncher l’épigramme que lui lançait Boileau, et par là montra du moins son bon esprit. Tandis que Cotin et les autres regimbaient si bruyamment, voici ce que Le Pays écrivait à l’un de ses amis, M. du Tiger, depuis consul en Égypte, et qui lui avait envoyé la satire : « Vous savez que parmi mes bijoux j’avais en manuscrit une partie des satires nouvelles. Cependant, mon cher monsieur, vous m’avez sensiblement obligé de me les envoyer imprimées, et voua avez raison de vous vanter de m’avoir fait présent d’une essence de sel et de suc. Que ce M. Boileau sait renfermer de choses en peu d’espace et que son petit livre fournit de belles leçons aux faiseurs de gros volumes ! Il faut avouer que ce galant homme est né avec un génie heureux, puisque ceux qu’il maltraite sont obligés de l’approuver comme ceux qu’il loue. Si tous les auteurs qu’il a attaqués ne font son éloge, ils achèveront de se décrier. Pour moi, qui n’ai pas sujet d’en être satisfait, puisqu’on passant il ma donné quelque atteinte, je ne laisse pas de louer la main d’où me vient le coup. « Il ajoute assez plaisamment, en convenant de l'infériorité des poètes de province : « S’il n’était permis de travailler qu’aux ouvriers parfaits, que ferions-nous dans les provinces ? L’architecte du Louvre ne viendra pas en Dauphiné pour bâtir des cabanes ; Mignard voudrait-il quitter Paris pour venir faire ici le portrait de ma maîtresse ? Baptiste (Lulli) abandonner la cour pour venir lui donner une sérénade ? Et quand j’aurai besoin d’une satire contre mon rival, M. Boileau viendra-t-il à Grenoble pour me la faire ? »
Cette soumission complète désarma Boileau, qui ne lança plus d’épigrammes contre Le Pays. Celui-ci continua d’écrire « selon son génie » et n’en fit pas pour cela de meilleurs vers. Son œuvre se compose, outre Amitiés, amours et amourettes, de : Zélotide, histoire galante (Paris, 1665, in-12) ; Nouvelles œuvres, contenant lettres, églogues, sonnets, élégies, stances, etc. (Paris, 1672,2 vol. in-12 ; Leipzig, 1738, 2 vol. in-8°) ; Pièces choisies des œuvres de Le Pays (La Haye, 1680) ; le Démêlé de l’esprit et du cœur (Paris, 1688, in-12). Ces ouvrages ne sont recherchés que par les bibliographes. On raconte de ce singulier poète quelques anecdotes bizarres qui méritent d'être conservées. Le Pays avait une très-vive aversion pour le chevalier de Linières ; certain jour, il s’oublia jusqu’à lui dire : « Vous êtes un sot en trois lettres. » Sur quoi l’autre lui répliqua avec infiniment d’esprit : « Et vous en mille que vous avez écrites. » Les rieurs furent du côté du chevalier.
Quand Louis XIV fit rechercher les faux nobles, Le Pays écrivit facétieusement à Dugué, intendant du Lyonnais et du Dauphiné, que sa muse était d’antique noblesse, qu’elle descendait en ligne directe d’Homère, par la branche de Voiture.
Un jour que Le Pays voyageait dans le Languedoc pour le recouvrement des gabelles, il descendit dans une hôtellerie et, s’étant retiré dans une chambre, compulsait ses papiers, tout en faisant rôtir devant sa cheminée une poularde destinée à son repas du soir. Survient le prince de Conti, gouverneur de la province, qui s’était un peu éloigné de son monde en chassant et qui demande à l’hôtelier s’il n’y a personne chez lui. L’hôtelier lui répond qu’il y a là-haut un galant homme qui était occupé à faire rôtir une poularde. Le prince monte, s’approche de la cheminée et frappant sur l’épaule de Le Pays, qui avait le nez dans ses paperasses, lui dit : « La poularde est cuite, il faut la manger. » Le Pays, qui ne reconnut aucunement le gouverneur et qui d’ailleurs était peu soucieux de partager son dîner, répondit sèchement : « Je vous dis qu’elle n’est pas cuite. » Le prince réitéra son affirmation, et le financier sa négation absolue. La dispute allait s’échauffant, lorsque survinrent les officiers de la suite du prince, et Le Pays, reconnaissant sa bévue, se jeta aux genoux de l’Altesse en criant d’une voix lamentable : « Monseigneur ! elle est cuite ! elle est cuite ! » Le prince, qui était spirituel et affable, se contenta de lui répondre : « Eh bien ! puisqu’elle est cuite, il faut la manger ensemble. » Cette aventure rappelle un autre trait du même prince, qui savait se faire aimer par sa bonté familière. Ayant trouvé sur l’enseigne d’une hôtellerie de sa province le distique suivant :
Je m’appelle Jean Robineau,

Qui toujours bois mon vin sans eau,
le prince prit un charbon et écrivit au-dessous :
Et moi le prince de Conti,

Qui de même le bois aussi.
Le Pays mourut presque du chagrin que lui causa la restitution de deniers dont nous avons parlé plus haut.
Ce plaisant personnage ne laissait pas d’être un zélé et excellent fonctionnaire. L’Académie d’Arles l’admit au nombre de ses membres (1668), et le duc de Savoie le nomma chevalier de son ordre de Saint-Maurice, deux ans après.

## Source
« René Le Pays », dans Pierre Larousse, Grand dictionnaire universel du XIXe siècle, Paris, Administration du grand dictionnaire universel, 15 vol., 1863-1890 [détail des éditions].
- VIAF
- ISNI
- BnF (données)
- IdRef
- LCCN
- GND
- Pays-Bas
- Pologne
- Israël
- Catalogne
- Suède
- Vatican
- Tchéquie
- Grèce
- WorldCat